# 南方詩集
《南方詩集》，台灣日治時期漢文通俗文藝雜誌， 刊物發行近十年，但以連續期號發行，是為1937年報刊「禁用漢文」時期少見的漢文綜合文藝雜誌。其前身為《風月》，後又更名為《風月報》、《南方》、《南方詩集》等。2001年南天出版社有全文複刻。

## 簡介
編輯群主要為傳統文人，其後隨著刊物革新與編輯目的改變，編輯、作者、讀者含納漢文社群各世代，內容從漢詩、傳統漢文、中國話文創作的新文學盡皆包含。其編輯群及編輯風格的演變如下：
1. 《風月》時期：台北大稻埕傳統文人組織「風月俱樂部」，每月逢三、六、九發行《風月》，與《台日》漢文欄、《台灣詩報》成員重疊。為傳統文人系統，內容除漢詩外，多為傳統漢文、藝妲風月寫真等內容。
2. 《風月報》時期：為1937年報刊漢文欄廢止後台灣唯一發行的漢文刊物。初期編輯與《風月》相仿，至1937年10月徐坤泉接任主編後，雜誌風格朝新文學、通俗文學靠攏，但同時保存了漢詩欄位。後吳漫沙承繼編輯風格。
3. 《南方》時期：1941年順應日本國策改名，刊物瀰漫漢文報國與中國白話文學習熱潮，朝國家意識型態傾斜。並爆發最後一次新舊文學論戰，雜誌成為文藝觀念的決戰場[3]。[1]

此刊物漢文在1937年未遭廢刊，除因通俗文學取向外，更重要的原因是刊物積極配合國策，成為民間協力「官方同文主義」的生產者。統治者一方面藉廢除報刊漢文欄，使台灣知識份子在公共論壇的言論消音；另方面藉由允許《風月報》、《南方》的發行，獨佔台灣漢文閱讀人口，既疏導了部分的漢文閱讀人口閱讀需求壓力，更能積極的管制漢文社群的公共言論，使其朝協力國策傾斜。

## 各期發行規格
《風月》系列刊物發行近十年，過程中歷經四次刊物更名及版面規格調整，詳如下述：
- 《風月》
  - 發行期別：第1至第44期
  - 發行時間：1935年5月9日－1936年2月8日
  - 規格與頁數：B4，4頁
  - 發行人及發行所：林欽賜／風月俱樂部
- 《風月報》
  - 發行期別：第45至第132期
  - 發行時間：1937年7月20日－1941年6月15日
  - 規格與頁數：B5，30-50頁
  - 發行人及發行所：簡荷生／風月報俱樂部
- 《南方》
  - 發行期別：第133至第188期
  - 發行時間：1941年7月1日－1944年1月1日
  - 規格與頁數：B5，30-50頁
  - 發行人及發行所：簡荷生／南方雜誌社
- 《南方詩集》
  - 發行期別：第189至第190期
  - 發行時間：1944年2月25日－1944年3月25日
  - 規格與頁數：B6，20頁
  - 發行人及發行所：簡荷生／南方雜誌社[1]

## 相關研究
歷來以《風月》系列刊物進行文學研究者眾多，概覽刊物性質、評價文學史定位者，可參考：
- 郭怡君，〈『風月報』通俗性之呈現〉（2001）[6]
- 郭怡君，〈《風月報》與《南方》通俗性研究〉，靜宜大學中國文學系碩士論文（2000）[7]
- 楊永彬，〈從『風月』到『南方』－論析一份戰爭期的中文文藝雜誌〉（2001）[1]
- 柳書琴，〈從官製到民製：自我同文主義與興亞文學〉（2003）[4]
- 柳書琴，〈通俗作為一種位置：《三六九小報》與1930年代的臺灣讀書市場〉（2004）[8]
- 黃美娥，〈對立與協力——新舊文學論戰中傳統文人的典律反省與文化思維〉（2004）[5]
- 蔡佩均，〈想像大眾讀者：《風月報》、《南方》中的白話小說與大眾文化建構〉，靜宜大學中國文學系碩士論文（2006）[9]
- 蔡佩均，《風月》，台灣文學期刊目錄資料庫。[10]

針對《風月》系列刊物之欄位、編輯、作者、文藝創作或特殊主題等進行討論，則包含：
- 阮淑雅，〈寫在大東亞聖戰之外－論吳漫沙連載於《風月報》之〈桃花江〉(1937-1939)〉（2007）[11]
- 陳莉雯，〈「島都」與「戀愛」：《風月報》相關書寫的再現與想像〉（2008）[12]
- 呂明純，〈東亞圖景中的女性新文學(1931-1945)──以臺灣、滿洲國為例〉（2011）[13]
- 徐淑賢，〈台灣士紳的三京書寫：以1930-1940年代《風月報》、《南方》、《詩報》為中心〉（2012）[14]
- 林芳玫，〈謝雪漁通俗書寫的跨文化身分編輯：探討〈日華英雌傳〉的性別與國族寓言〉（2013）[15]